# Бюхель (Тюрингія)
Бюхель (нім. Büchel) — громада в Німеччині, розташована в землі Тюрингія. Входить до складу району Земмерда. Складова частина об'єднання громад Кіндельбрюк.
Площа — 6,52 км2. Населення становить 237 ос. (станом на 31 грудня 2021).

## Галерея

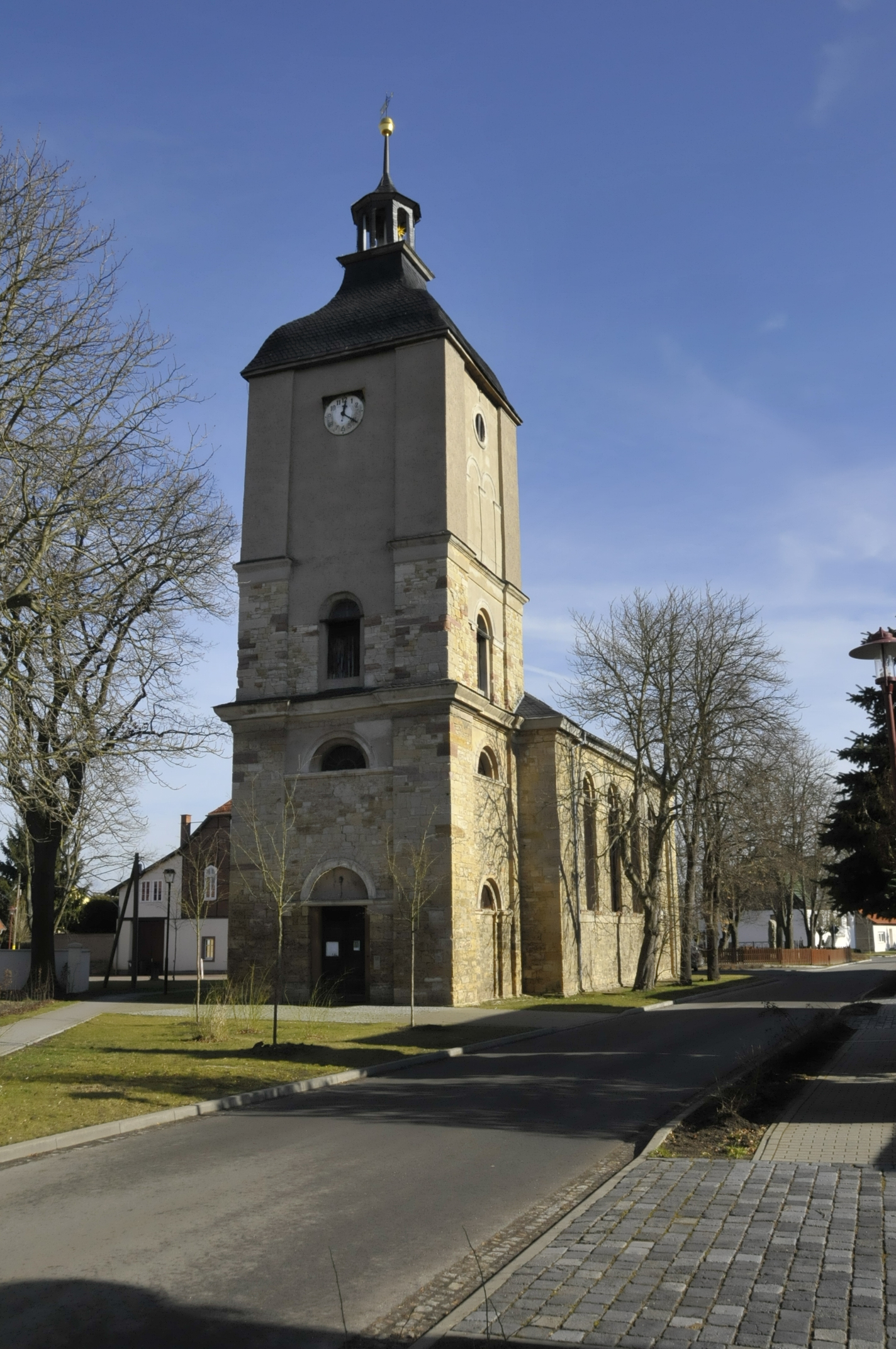